# Anton Reichenow

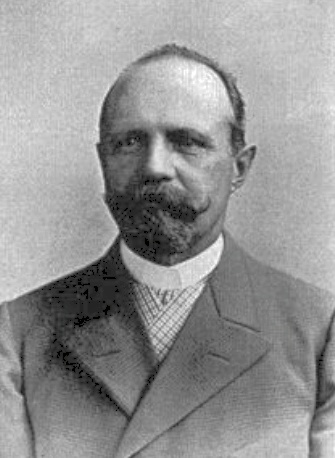
Anton Reichenow

Georg Anton Eugen Reichenow (* 1. August 1847 in Charlottenburg; † 6. Juli 1941 in Hamburg) war ein deutscher Ornithologe. Er galt im ausgehenden 19. Jahrhundert und Anfang des 20. Jahrhunderts als einer der bedeutendsten Vogelsystematiker Deutschlands und darüber hinaus Europas und spezialisierte sich insbesondere auf afrikanische Vögel aus den damaligen deutschen Kolonien.

## Leben und Wirken
Anton Reichenow lebte zeit seines Lebens bei oder in Berlin und war der Sohn eines Lehrers und Direktors am Charlottenburger Progymnasium, das auch er selbst besuchte, bevor er auf das Friedrichs-Gymnasium Berlin wechselte. Für Ornithologie interessierte er sich schon als Jugendlicher. Er studierte zunächst Chemie in Berlin und dann mit seinem Freund und späteren Reisegefährten Wilhelm Lühder Zoologie in Greifswald. Nachdem er am Deutsch-Französischen Krieg 1870/71 teilgenommen hatte, wurde er 1871 in Rostock promoviert mit der Dissertation Die Fußbildungen der Vögel. Er wurde 1874 Assistent am Museum für Naturkunde in Berlin. Bis zum Tod des Museumsdirektors Wilhelm Peters 1883 assistierte er zusätzlich in der Abteilung Fische und Reptilien. 1888 wurde er Kustos mit der Zuständigkeit für die Schausammlung an Fischen, Vögeln und Reptilien im neuen Museumsgebäude. Die ornithologische Abteilung konnte er erst nach dem von diesem bis 1892 hinausgezögerten Abschied seines Schwiegervaters Jean Louis Cabanis (1816–1906) eigenverantwortlich übernehmen und wurde Kustos der ornithologischen Abteilung. 1906 wurde er schließlich stellvertretender Direktor des Museums. 1895 erhielt er den Professorentitel und 1912 wurde er Geheimer Regierungsrat. 1910 war er Präsident des fünften internationalen Ornithologenkongresses in Berlin (wozu er schon 1905 in London bestimmt worden war).
1893 wurde er Generalsekretär der Deutschen Ornithologischen Gesellschaft ebenfalls als Nachfolger von Jean L. Cabanis. Der Gesellschaft gehörte er seit ihrer Gründung 1868 an.
Von 1872 bis 1873 unternahm er eine wissenschaftliche Expedition zur Elfenbeinküste sowie nach Gabun und Kamerun zusammen mit seinem Freund Wilhelm Lühder (der im März 1873 an Malaria starb) und Reinhold Wilhelm Buchholz, bei der die Grundlagen zur Kenntnis der Fauna des Kamerungebiets gelegt wurden. Reichenow erkrankte selbst an Malaria und musste deshalb zurückkehren.
Nach dem Nachruf von Erwin Stresemann (Journal für Ornithologie 1943) war er in den letzten beiden Jahrzehnten des 19. Jahrhunderts der bedeutendste Vogelsystematiker Deutschlands, und in Europa nur mit Richard Bowdler Sharpe und Tommaso Salvadori zu vergleichen (und in der späteren Wirkungsphase mit Ernst Hartert). Von ihm stammten 539 Veröffentlichungen (ohne Referate) und er setzte hinter die Beschreibung von 950 Vogel-Taxa seinen Autorennamen „Rchw“.
Er baute insbesondere eine der Forschung und Systematik dienende Balgsammlung am Naturkundemuseum auf. Zuvor hatte sich eine große, rund 29.000 Vogel-Exemplare umfassende Schausammlung am Naturkundemuseum gebildet, da Cabanis darauf bestand, fast jedes Exemplar für die Schausammlung herzurichten und auszustellen (was bis 1886 so blieb). Reichenow trennte Schau- und Balgsammlung und reduzierte die Schausammlung erheblich. Er begann mit einer Balgsammlung von 1000 Exemplaren die überwiegend aus Exemplaren bestand, die für die Schausammlung seinerzeit als nicht tauglich befunden wurden. In der Zwischenzeit war das Museum daher vom Britischen Museum für Naturgeschichte weit überholt worden, die vier Jahrzehnte vorher mit ihrer Balgsammlung begannen. Reichenow baute besonders den Bereich Afrika erheblich aus und bei seinem Ausscheiden 1921 war die Balgsammlung auf 60.000 Exemplare angewachsen.
Er untersuchte unter anderem Tiere, die sein kurz nach der Rückkehr verstorbener Freund Gustav Adolf Fischer (1848–1886) aus dem nördlichen Ostafrika mitgebracht hatte, und aus den Sammlungen von Richard Böhm im südlichen Ostafrika. Da er vom Gehalt eines Assistenten am Museum für Naturkunde allein nicht leben konnte, entfaltete er bald eine rege publizistische Tätigkeit. Unter anderem gründete er 1879 die Zeitschrift Deutsche Acclimatisation. Zwanglose Blätter für Eingewöhnung, Pflege und Zucht der Vögel. Sie konnte sich aber neben der Zeitschrift Gefiederte Welt von Karl Ruß nicht halten. Er veröffentlichte Bücher über exotische Vögel und Papageien und schrieb Referate über ornithologische Neuentdeckungen für die Zoologischen Jahresberichte und das Archiv für Naturgeschichte.
Von 1893 bis 1921 war Reichenow Chefredakteur des Journal für Ornithologie. Einflussreiche Mitglieder der Deutschen Ornithologischen Gesellschaft setzten die Übernahme der Zeitschrift in den Besitz der Gesellschaft durch und die Absetzung (1893) des greisen Cabanis, in dessen Besitz sie vorher war. In dieser Zeit brachte Reichenow auch die Ornithologischen Monatsberichte heraus.
Reichenow war vorzugsweise auf den Gebieten der Systematik und Faunistik der Vögel tätig, entwarf ein ornithologisches System zur Begrenzung der zoologischen Regionen vom ornithologischen Standpunkt. Ab 1875 rief er die Errichtung von Beobachtungsstationen für Vögel in Deutschland ins Leben.
Nach seiner Pensionierung 1921 (sein Nachfolger am Naturkundemuseum wurde sein Schüler Ernst Hartert) ging er nach Hamburg, wo sein Sohn lebte und wo er am dortigen Zoologischen Museum weiter aktiv mitarbeitete. 1934 wurde er als Nachfolger von Hartert Ehrenvorsitzender der Deutschen Ornithologischen Gesellschaft.
Als Spezialist für die afrikanische Vogelwelt brachte er drei Bände Die Vögel Afrikas heraus (1900 bis 1905). Diese eröffneten die Grundlage für die Studien der Tierwelt dieses Kontinents.
Die Sammlungen des Naturkundemuseums in Berlin wurden deutlich erweitert. Er spielte auch eine wichtige Rolle bei der Gründung der Vogelwarte Rossitten.
Über sein Fachgebiet der Ornithologie hinaus beschäftigte er sich auch mit Reptilien und Amphibien.
Er war Ehrenmitglied der wichtigsten ornithologischen Vereinigungen.
1878 heiratete er Marie Cabanis, die älteste Tochter von Jean Cabanis. Sie starb 1940. Er war der Vater des Zoologen Eduard Reichenow (Professor für Parasitologie am Tropeninstitut Hamburg).

## Dedikationsnamen
Franz Poche führte 1904 eine Gattung Reichenowia für die Bambuspapageiamadine (Erythrura hyperythra (Reichenbach, 1862)) ein, allerdings hat der Gattungsname Erythrura Swainson, 1837 aufgrund der früheren Erstbeschreibung Priorität.
Jan Willem Boudewyn Gunning ehrte ihn 1909 im Namen des Blaukehl-Nektarvogels (Anthreptes reichenowi), Hermann Grote (1882–1951) 1911 im Namen des Reichenowschnäppers (Batis reichenowi), Richard Bowdler Sharpe 1891 im Namen des Preussnektarvogels (Cinnyris reichenowi), Tommaso Salvadori 1888 im Namen des Reichenowgirlitzes (Crithagra reichenowi), Gustav Hartlaub 1874 im Namen des Reichenowastrilds (Cryptospiza reichenovii), Gustav Adolf Fischer 1884 im Namen des Goldschwingen-Nektarvogels (Drepanorhynchus reichenowi), Ferdinand Heine junior 1884 im Namen des Blaubrustpapageis (Pionus reichenowi) bzw. Unterart des Schwarzohrpapageis (Pionus menstruus reichenowi), Gyula Madarász 1901 im Namen der Grünbrustpitta (Pitta reichenowi) und Carlo von Erlanger 1901 im Namen der Reichenowtaube (Streptopelia reichenowi).
Wilhelm Peters nannte 1874 die Skinkeart Lacertaspis reichenowii zu seinen Ehren. Hermann Dewitz beschrieb 1879 die neue Schmetterlingsart Lepidochrysops reichenowii, Carl Plötz nannte im gleichen Jahr einen Schmetterling Plastingia reichenowi, ein Name der heute als Synonym für Pardaleodes tibullus Fabricius, 1793 steht.
Außerdem fand sein Name Eingang in den Unterarten der Weißbürzelsalangane (Aerodramus spodiopygius reichenowi Stresemann, 1912), der Sumpftschagra (Bocagia minuta reichenowi (Neumann, 1900)), dem Kurzflügel-Zistensänger (Cisticola brachypterus reichenowi (Mearns, 1911)), dem Gabunspecht (Dendropicos gabonensis reichenowi Sjöstedt, 1893), dem Grayraupenfänger (Edolisoma schisticeps reichenowi Neumann, 1917), dem Braundrongoschnäpper (Melaenornis chocolatinus reichenowi  (Neumann, 1902)), dem Helmperlhuhn (Numida meleagris reichenowi Ogilvie-Grant, 1894), dem Maskenpirol (Oriolus larvatus reichenowi Zedlitz, 1916), dem Rostbauch-Dickkopf (Pachycephala hyperythra reichenowi Rothschild & Hartert, 1911), dem Goldbugpapagei (Poicephalus meyeri reichenowi Neumann, 1898), dem Miombosägeflügel (Psalidoprocne orientalis reichenowi Neumann, 1904), dem Ost-Rotnackenarassaril (Pteroglossus bitorquatus reichenowi Snethlage, E, 1907), dem Arafurafächerschwanzl (Rhipidura dryas reichenowi Finsch, 1901), der Tropfenralle (Sarothrura elegans reichenovi (Sharpe, 1894)), dem Rötelmausspecht (Sasia ochracea reichenowi (Hesse, 1911)), der Weißkehlprinie (Schistolais leucopogon reichenowi (Hartlaub, 1890)), dem Livingstoneturako (Tauraco livingstonii reichenowi (Fischer, GA, 1880)), dem Glanzhaubenschnäpper (Trochocercus nitens reichenowi (Sharpe, 1904)), dem Waldheckensänger (Cercotrichas leucosticta reichenowi (Hartert, 1907)) und dem Senegalbrillenvogel (Zosterops senegalensis reichenowi Dubois AJC, 1911). Ángel Cabrera widmete ihm 1918 die Leopardenunterart Panthera pardus reichenowi.
José Vicente Barbosa du Bocage beschrieb 1893 Hyphantornis reichenowii, ein Name der heute als Synonym für den Schwarzkinnweber (Ploceus nigrimentus Reichenow, 1904) steht. Eigentlich hätte Barbosa du Bocages Name Priorität über den von Reichenows, doch benannte Gustav Adolf Fischer bereits 1884 eine Unterart des Baglafechtwebers (Ploceus baglafecht reichenowi), so dass der Name nach den Internationalen Regeln für die Zoologische Nomenklatur schon als belegt gilt. In weiteren Synonymen, wie Chlorophoneus melam prosopus reichenowi Hartert, 1920 für den Vielfarbenwürger (Chlorophoneus multicolor (Gray, GR, 1845)), Dendrocopus martius reichenowi Kothe, 1906 für die Nominatform des Schwarzspechts (Dryocopus martius (Linnaeus, 1758)), Galerita cristata reichenowi Erlanger, 1899 für die Haubenlerchenunterart (Galerida cristata arenicola Tristram, 1859),Gymnoris pyrgita reichenowi Zedlitz, 1916 für die Nominatform des Sahelsteinsperlings (Gymnoris pyrgita (Heuglin, 1862)), Turdinus reichenowi Sharpe 1903 für den Braunbauch-Buschdrossling (Illadopsis fulvescens (Cassin, 1859)), Lagonosticta rubricata reichenowi Grote, 1919 für die Dunkelamarantunterart (Lagonosticta rubricata haematocephala Neumann, 1907), Merops viridis reichenowi Parrot, 1910 für die Asiensmaragdspintunterart (Merops orientalis viridissimus Swainson, 1837), Pentholaea albifrons reichenowi Grote, 1921 für die Weißstirnschmätzerunterart (Oenanthe albifrons frontalis  Swainson, 1837), Amydrus Reichenowi Cabanis, 1874 für die Kastanienflügelstarunterart (Onychognathus fulgidus hartlaubii Hartlaub, 1858), Prodotiscus reichenowi Madarász, 1904 für die Graubauch-Laubpickerunterart Prodotiscus zambesiae ellenbecki Erlanger, 1901, Riparia rupestris reichenowi Zedlitz, 1908 für die Wüstenschwalbe (Ptyonoprogne obsoleta (Cabanis, 1851)), Pycnonotus reichenowi von Lorenz & Hellmayr, 1901 für den Gelbsteißbülbül (Pycnonotus xanthopygos (Hemprich & Ehrenberg, 1833)), Piezorhynchus reichenowi Madarász, 1904 dür die Fächerschwanzmonarchunterart (Symposiachrus axillaris fallax (Ramsay, EP, 1885)), Apus reichenowi Neumann, 1907 für den Schuppensegler (Tachymarptis aequatorialis (von Müller, JW, 1851)), Crateropus reichenowi Madarasz, 1910 für die Braundrosslingunterart (Turdoides jardineii emini (Neumann, 1904)) und Spiloptila reichenowi Madarász 1904 für die Rotstirnprinienunterart (Prinia rufifrons rufidorsalis (Sharpe, 1897)), wurde Reichenow geehrt.

## Veröffentlichungen
- Die Negervölker in Kamerun (Berlin, 1873).
- Vogelbilder aus fernen Zonen – Abbildungen und Beschreibungen der Papageien (Verlag von Theodor Fischer, Kassel, 1878–1883)
- zusammen mit Ferdinand Heine jun.: Nomenclator Musei Heineani Ornithologici : Verzeichniss der Vogel-Sammlung des Königlichen Oberamtmanns Ferdinand Heine auf Klostergut St. Burchard vor Halberstadt  (Berlin, 1882–1890)
- mit Gustav Adolf Fischer: Neue Vogelarten aus dem Massailand (inneres Ost-Afrika). In: Journal für Ornithologie (= 4). Band 32, Nr. 165, 1884, S. 178–182 (biodiversitylibrary.org).
- Die deutsche Kolonie Kamerun (Berlin, 1884).
- Die Vogelwelt von Kamerun (1890–1892).
- Die Vogelfauna der Umgegend von Bismarckburg (1893).
- Die Vögel Deutsch-Ostafrikas (Berlin, 1894).
- Corvus hassi n. sp. In: Ornithologische Monatsberichte. Band 15, Nr. 3, 1907, S. 51–52 (biodiversitylibrary.org).
- Vögel des Weltmeeres (1908).
- Die Vögelfauna des mittelafrikanischen Seengebiets (Leipzig, 1911).
- Die ornithologischen Sammlungen der zoologischbotanischen Kamerunexpedition (Berlin, 1911).
- Die Kennzeichen der Vögel Deutschlands (Verlag Neumann, 1902)
- Die Vögel. Handbuch der systematischen Ornithologie (Stuttgart, 1913)
- Neue Arten. In: Journal für Ornithologie. Band 63, Nr. 1, 1915, S. 124–129 (biodiversitylibrary.org).